# Gijze Stroboer
Gijze Stroboer   (Amsterdam, 24 de maig de 1954) és un waterpolista neerlandès, ja retirat, que va competir durant la dècada de 1970.
El 1972 va prendre part en els Jocs Olímpics d'Estiu de Munic, on fou setè en la competició del waterpolo. Quatre anys més tard, als Jocs de Montreal, guanyà la medalla de bronze en la mateixa competició.